# Veliki Tabor
Dvor Veliki Tabor u  Hrvatskom zagorju u mjestu Hum Košnički u općini Desinić, 8 km zapadno od Pregrade, na nadmorskoj visini od 334 m. Također je prvorazredni spomenik nulte kategorije i zaštićeno kulturno dobro. Jedan je od najočuvanijih srednjovjekovnih gradova u nas i predstavnik fortifikacijske arhitekture kasnog srednjeg vijeka.  
Prema arhitektonskim oblicima, tehnici građenja i načinu fortifikacije potječe iz druge polovice 15. stoljeća. Premda se kao srednjovjekovna utvrda pretvarao u dvorac u 17. i 18. stoljeću, očuvao je kasnogotičke oblike i arhitektonsku kompoziciju.
Promijenio je mnoge slavne gospodare: grofove Celjski (koji su ga najranije posjedovali), Matiju i Ivaniša Korvin, obitelj Rattkay te poznatog hrvatskog slikara Otona Ivekovića.

## Povijest grada i obitelj Ratkaj
Veliki Tabor je u srednjovjekovno i renesansno doba bio najzapadnija točka fortifikacijskog sustava koji se rasprostirao do istočnih obronaka Ivanščice, a obuhvaćao je i utvrđenja Mali Tabor, Kostelgrad, Goricu, Cesargrad, Lobor-grad, Oštrc, Pustu Belu, Milengrad, Greben-grad i Konjščinu.

## Izgled
Utvrda je sagrađena na uskom, a dugačkom zaravanku brijega. Prema katastarskoj karti iz 1861. godine cijeli je zaravanak bio ograđen zidom. Ulaz u grad sa zapada branila je kula. Pokraj zida s unutrašnje strane nalazilo se još nekoliko kula i staja prislonjenih uza zid. Na istočnom kraju zaravanka, unutar zida, bila je smještena utvrda. Vanjskog zida i kule danas više nema, samo se naziru njihovi tragovi. 
Najveća je istočna kula bila od početka određena za teške topove, što dokazuju strijelnice kojih na ostalim kulama nema. Gornji katovi grada su širi jer su sagrađeni na kamenim konzolama. Sve konzole nisu nastale u isto doba pa imaju različita oblikovna i konstruktivna obilježja.
Ulaz u dvorac oduvijek je bio na istome mjestu, samo što je tijekom vremena ulazni dio dvorca najviše dograđivan i mijenjan.  Na prvi kat ulazi se s južne strane, preko trijema mosta što vodi do arkadnog trijema. Prostor prvog kata podijeljen je debljim zidovima na tri velike sobe, dok slabiji zidovi odvajaju na sjeveroistočnoj strani prostor stubišta koje vodi na drugi kat., a sjeverozapadnu sobu dijele na više manjih prostorija. Jedina nadsvođena soba jest sjeverozapadna, u kojoj se nalazi bačvasti svod sa susvodnicama.

## Građevni razvoj Velikog Tabora

### Kasnogotička faza: peterokutna utvrđena zgrada
Najstarija građevina u sklopu grada nesumnjivo je središnja peterokutna zgrada. Ona inače po svojim morfološkim obilježjima pripada kasnoj gotici, što nije slučaj s ostalim dijelovima te velikotaborske jezgre. Razvoj utvrđenog kompleksa Velikog Tabora imao je svoje ishodište u ovoj građevini. Prozori ove zgrade imali su obrambenu ulogu služeći kao strijelnice. Cijelo dvorište oko središnje zgrade zapravo je nasipan i umjetno zaravnat teren. Stupnjevanje prozora u prizemlju ukazuje da se tlo nekada uspinjalo od zapada prema istoku pa su prozori strijelnice služili nadzoru i obrani prilaznoga puta, što dokazuje da je središnja zgrada nekada stajala samostalno, bez obrambenog zida. Ziđe peterokutne zgrade deblje je na zapadnoj i južnoj strani. Ona je nekada bila izravno izložena neprijateljskoj paljbi pa je sagradila obrambeni sustav. Bitno je pitanje je li zgrada bila okružena nekim vanjskim pojasom obrane, jer morao je postojati vanjski zid koji je okružio cijeli plato. Na toj vanjskoj liniji, rubnoj obrani, nije morao stajati zid, nego je mogla biti i palisada, no sigurno je da je obrambeni pojas morao postojati, njegov tok se vjerojatno poklapao s tokom rubnoga slabijeg zida što je prikazan na rodoslovlju iz 1782. i katastarskoj karti iz 1861. godine. 
Središnju peterokutnu zgradu u literaturi imenuju kulom, no ona po svojim dimenzijama, veličini i namjeni prostora pokazuje da je riječ o kasnogotičkom pretežno stambenom objektu. Fortifikacijsko obilježje zgrade daje u prvom redu trokutni dio, koji je oštrim bridom usmjeren prema zapadu. 
Neriješeno pitanje zgrade jest 3. kat, odnosno postojanost tog kata u izvornom obliku. Danas se između 1. i 3. kata na nekim mjestima vide drvene grede, koje su nosile krovnu konstrukciju, ili pak dijelovi 3. drvenog kata. Debeli zidovi dijele oba kata ( 1. i 2.) na tri sobe, veliku pravokutnu istočnu i dvije manje, nepravilne, zapadne. Jedini nadsvođeni prostor na katovima jest soba na 1. katu, ali svod ima obilježja baroka pa je prema tome izveden naknadno. Stubište je započinjalo u prizemlju i povezivalo iznutra sve etaže zgrade, a nalazilo se u sjeverozapadnom uglu velike sobe u oba kata. U prizemlje se ulazilo na istočnoj strani na mjestu današnjeg ulaza, a iz prizemlja se moglo nestalim stubištem kroz svod stići na katove. Ulazna vrata bila su uža, ne dvokrilna kao danas. Os današnjih vrata ne poklapa se s osi 1. svodnog polja, već je izmaknuta na sjevernu stranu (prema kojoj su vrata proširena). Sjeverozapadna strana zgrade imala je jednu prozorsku os (danas su tu veliki prozori), a jugozapadna osim strijelnice u prizemlju nije imala više otvora. Ostale fasadne strane, sjeverna, istočna i južna, imale su otvore po 2. osi. Na istočnoj fasadi u 2. osi su po dva velika gotička prozora koja su nekada imala šprljke. Peterokutna je zgrada nepravilna (nasuprotni zidovi nisu paralelni, niti jednako dugi) pa je malo vjerojatno da je takva građevina nastala projektirana u određenim mjernim jedinicama srednjovjekovnog sustava mjerenja (pariški, bečki). Grad ovakve koncepcije nastao je u razdoblju od 1502. – 1507. godine.

### Renesansna faza: prsten s polukružnim kulama
Nova faza donijela je veliki građevinski pothvat s ciljem da se središnja zgrada okruži i zaštiti sustavom građevina, odnosno prstenom ziđa s četiri polukružne kule i ulaznim traktom. Svrha u fortifikacijskom smislu bila je prebacivanje obrane sa zgrade na prsten, promjena koncepcijske obrane i njezina veća efikasnost. Činjenica da je gradnja počela podizanjem dviju kula na zapadnoj strani, potvrđuje da je s te strane prijetila najveća opasnost, no visina obodne gradnje nije bila takva da bi središnja zgrada bila sasvim zaklonjena. Pretpostavlja se da je zgradu, odnosno dvorište oko nje opasavao neki slabiji zid kao privremena zaštitu do nastavka gradnje, jer nije bilo smisla da zgradu s jedne strane brane te dvije kule, a da drugi pristup nije obramben. 
Velikotaborske kule svojim su oblicima bile tipične za takvu gradnju u 16. stoljeću. Podnožje je kula ukošeno, a za to postoje 2 razloga: tako se postizalo da ono što bude bačeno na izljevnice ( vruća voda, smola) na kulama bude odbijeno na napadača koji stoji pred kulom; sprečavalo se i potkapanje i miniranje zida (barut), čije oštećivanje nije utjecalo na stabilnost nosivoga ziđa. Ukošeno podnožje završavalo je kordonskim vijencem polukružnog profila, a nad njim se nalazi zona prizemlja s po tri artiljerijske strijelnice. Te dvije kule podignute su u svojem današnjem obličju i veličini, a nisu naknadno povišene ili bitno preinačivane. Na sjeverozapadnoj kuli, njezinom kordonskom vijencu, nalaze se klesarski znakovi. To je jedina kula na kojoj se takvo što može naći, na jednom bloku vijenaaca nalazi se grb. Ispod je prilazni put na gradskom vratima, pa oni koji su prolazili su ugledali grb koji izgleda ugarski jer se poklapa s činjenicom porijekla plemićke obitelji Ratkay koji su se doselili iz Ugarske kada su dobili Mali Tabor 1502. godine. O gradnji prvih dviju kula velikotaborskog prstena nisu sačuvani nikakvi podaci, ne znaju se ni godine gradnje.
Premda ove dvije kule predstavljaju tipične renesansne fortifikacijske građevine, one i u prvom zapadnom i preostalom dijelu prstena imaju gotičke okvire prozora te vrata. Nastavkom gradnje središnja zgrada je okružena fortifikacijskim prstenom koji je dobio prilično današnji oblik. Drugačije stanje je bilo na sjevernoj strani, kod ulaza u grad. Ulazni prostor bio je za jedan travej kraći no danas, a glavna vrata na mjestu sadašnjeg prolaza između 1. i 2. traveja. U prvotnom stanju ulazni trakt kao takav vjerojatno nije postojao. Dokaz da je paralelni unutarnji zid s velikim gotičkim vratima kasnije sagrađen nalazimo na sjeverozapadnom uglu istočne kule. Tu se u zidu kule nalazi prozor što je nekada osvjetljavao prizemlje kule, a mogao je služiti i kao strijelnica. Prozor je zazidan. Potvrdu da su današnji vanjski zidovi na sjevernoj strani dio jedinstvene koncepcije renesansnog okruživanja imamo u ostacima kordonskog vijenca.
Prvi kat južne kule vrlo je zanimljiv zato što nije kasnije bio preinačen za stanovanje poput prostora drugih kula probijanjem velikih prozora, već je zadržao prvobitan raspored strijelnica i malenih prozora. Bila je niža za jedan kat nego danas. Istočna, najveća kula bila je od početka dvokatna, nadvisujući preostale tri. Konzolni pojas viši je nego kod drugih. Zazidana velika vrata u jugozapadnom dijelu kule koja su bila adekvatna vratima na sjeverozapadu svjedoče da je prizemlje nekad imalo dva široka ulaza, na temelju čega se zaključuje da je imalo gospodarsku namjenu. Nastaje paralelni zid na sjevernoj strani kako bi omogućio gradnju na katovima, na temelju koje je nastao današnji ulazni trakt. Cijeli je ulazni trakt imao drvene stupove na gredama.
Ovakva koncepcija grada nastala je vjerojatno u desetljećima oko sredine 16. stoljeća.

### Kasnorenesansna faza: renesansne dogradnje
Za ovu fazu gradnje simbolična je bifora na 2. katu južne fasade središnje zgrade. Takvo izbijanje prozora bilo je tipično za renesansni duh, odnosno povezivanje s pejsažom. Bifora je uokvirena jednostavnom profilacijom, proširena je profilacijama prozorske klupčice i vijenaca, s izvijenim S-profilima, sličnim školjkama, središnjim stubićem, te pomalo rustično izvedenom rozetom.
Sagrađeni su i dvokatni (prizemlje i 1. kat) arkadni trijemovi na tri strane istočnog dvorišta. Arkadne trijemove na tom istočnom, većem dijelu dvorišta, simboliziraju vitki toskanski stupovi, kratki interkolumniji, te gotovo polukružni lukovi. Vratovi stupova na istočnom traktu šire se prema gore, dok su oni u sjevernom dijelu valjkasti i primjetno niži. U središnjoj zgradi probijena su vrata na južnoj fasadi za ulaz na 1. kat, a imaju renesansni okvir i vijenac. Izgrađena su također i dvoja vanjska stubišta, te peterokutni bastion na zapadnom rubu platoa, radi lakšeg jugozapadnog prilaza kompleksu. Drugi kat peterokutne zgrade izvorno je pretvoren u dvije oveće dvorane. Ovakav koncept grada formirao se od polovice 16. stoljeća do početka 17. stoljeća.

### Barokna faza: preinake u razdoblju baroka
Nadsvođen je sjeverozapadni prostor u 1. katu središnje zgrade. Prstenu je dograđena sjeveroistočna prigradnja. Podignut je 2. kat ulaznoga trakta, također je povišena istočna kula. Sagrađen je 2. kat kamenih arkada u dvorištu, te je podignuta današnja gospodarska zgrada na platou. Kule su probijanjem većih prozora i vanjskim loženjem prilagođene za stanovnike. Postavljena je i kapela u južnoj kuli. Sagrađen je most-trijem koji vodi prema središnjoj zgradi. U razdoblju zrelog baroka u 18.st. nesumnjivo dolazi do prenamjena nekih prostorija gradske jezgre, a polukružne kule preuređene su za stanovnike. Svi prozori imaju neprofilirane kamene okvire, a niše sežu do poda.

### Dogradnja ulaznog trakta i druge preinake 19. i 20. stoljeća
Ulazni trakt produljen je prema zapadu. Stariji dio dobio je križni svod. U 19. st. sagrađeno je i novo stubište u središnjoj zgradi. Na sva tri kata podignuti su i novi zidovi, koji su odvajali prostor komunikacije od najveće, istočne dvorane. Novo stubište bilo je drveno, a u 20.st. sagrađeno je betonsko. Sagrađen je i drveni tornjić sa zvonom i satom u južnoj kuli. U 20.st ugrađeni su sanitarni čvorovi, ostave, a tankim zidovima pregrađene su veće prostorije u manje.

## Zaštita
Dvorac Veliki Tabor je pod oznakom Z-3072 zaveden kao nepokretno kulturno dobro pojedinačno, pravna statusa zaštićena kulturnog dobra, klasificirano kao "profana graditeljska baština".

## Galerija
- Veliki Tabor
- Dvorište dvorca
- Veliki Tabor – detalj zida
- Veliki Tabor
- Veliki Tabor
- Veliki Tabor
- Veliki Tabor
- Veliki Tabor
- Veliki Tabor – detalj zida s grbovima
- Veliki Tabor
- Veliki Tabor

## Vanjske poveznice

### Sestrinski projekti
|  | Zajednički poslužitelj ima još gradiva o temi Veliki Tabor |

- Veliki Tabor Hrvatska tehnička enciklopedija, portal hrvatske tehničke baštine. LZMK

### Mrežna sjedišta
- Dvor Veliki Tabor
- Tabor – Međunarodni festival kratkog filma  Arhivirana inačica izvorne stranice od 12. listopada 2020. (Wayback Machine)
- www.medievalwall.com – Tea Gudek Šnajdar: »Veliki Tabor«  Arhivirana inačica izvorne stranice od 30. prosinca 2013. (Wayback Machine)